# Kurhan w Krajowicach
Kurhan w Krajowicach – neolityczny kurhan ludności kultury ceramiki sznurowej.

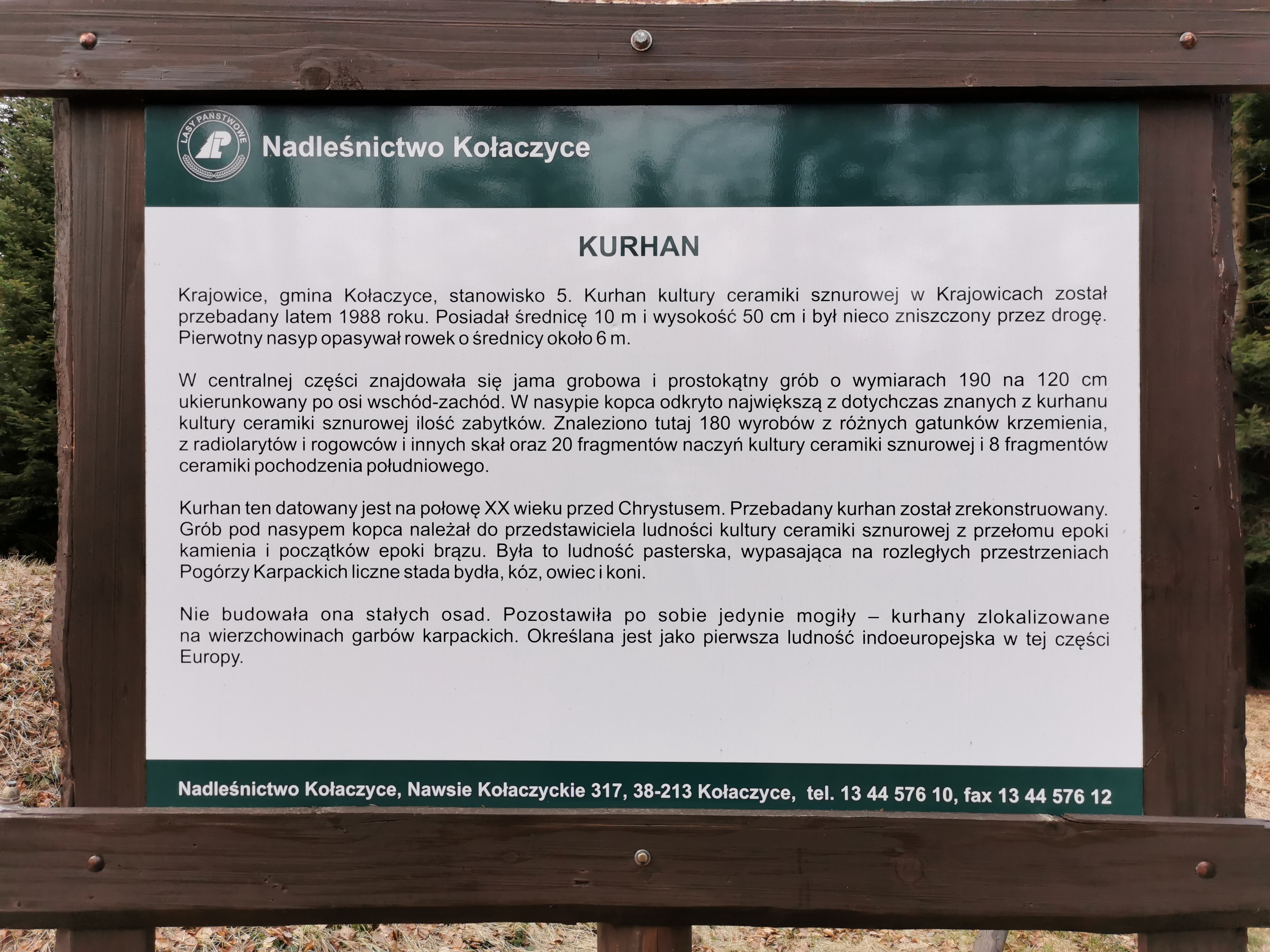
Tablica informacyjna przy kurhanie.